# Hervé Kage
Hervé Kage (Kinshasa, 10 aprile 1989) è un calciatore congolese (Repubblica Democratica del Congo) con cittadinanza belga, centrocampista dello Stade Everois.

## Carriera

### Club
Ad eccezione di una breve parentesi in Israele, ha sempre preso parte al campionato belga.

### Nazionale
Ha giocato la sua unica partita con la nazionale nel 2012.